# Whitney Houston
Whitney Elizabeth Houston (Newark, New Jersey, 9. kolovoza 1963. – Beverly Hills, Kalifornija, 11. veljače 2012.) bila je američka pjevačica i glumica. U srodstvu s nekoliko poznatih pjevačica, poput njene majke Cissy Houston, rođakinje Dionne Warwick i kume Arethe Franklin, Houston je počela pjevati s jedanaest godina u dječjem gospel zboru. Kasnije je počela nastupati s majkom i drugim pjevačima, kao što su Lou Rawls, Chaka Khan i Bill Laswell.

## Životopis
Nakon što je kratko radila kao model i glumica, Houston je 1985. izdala svoj prvi album, Whitney Houston, koji je postao najprodavaniji nastupni album neke pjevačice. Njen drugi studijski album, Whitney iz 1987., postao je prvi album neke pjevačice koji je debitirao na broju jedan Billboardove ljestvice albuma. Njen je uspjeh otvorio vrata uspjeha i drugim afroameričkim pjevačicama.
Nakon udaje za pjevača Bobbyja Browna, Houston se pojavila u svojoj prvoj glavnoj ulozi u filmu Tjelohranitelj, gdje je nastupila uz tada megapopularnog Kevina Costnera. Album s glazbom iz filma osvojio je 1994. godine Grammyja za album godine te postao najprodavaniji soundtrack svih vremena. Naslovna pjesma, "I Will Always Love You", jedan je od najprodavanijih singlova u povijesti glazbe. Houston je snimila i filmove Waiting to Exhale (1995.) te Propovjednikova supruga (1996.) Nakon izlaska četvrtog studijskog albuma My Love Is Your Love (1998.), obnovila je svoj ugovor s izdavačkom kućom Arista Records za rekordnih 100 milijuna dolara. Njen peti studijski album, Just Whitney, izašao je 2002. Problematični brak s Bobbyjem Brownom okončan je 2007.
Tijekom karijere osvojila je šest nagrada Grammy. Izdala je sedam studijskih albuma, prodala oko 220 milijuna CD-ova, singlova i video snimaka. Imala je čak 11 pjesama na broju jedan Billboardove ljestvice. Poznata je kao "Glas" ("The Voice") zbog "moćnog pop-gospel vokala". Časopis Rolling Stone ju je svrstao na listu "100 najvećih pjevača svih vremena". Brojni je R&B i pop glazbenici navode kao svoj uzor.
Whitney Houston nađena je mrtva u sobi na četvrtom katu hotela Beverly Hilton u Beverly Hillsu, uoči dodjele nagrade Grammy, u istom hotelu gdje je održavana godišnja zabava uoči tog događaja, na kojoj je trebala nastupiti.

## Diskografija

### Albumi
- 1985. Whitney Houston
- 1987. Whitney
- 1990. I'm Your Baby Tonight
- 1998. My Love is Your Love
- 2002. Just Whitney
- 2003. One Wish: The Holiday Album
- 2009. I Look to You

### Singlovi na broju jedan Billboardove ljestvice
- 1985.
  - "Saving All My Love for You"
- 1986.
  - "How Will I Know"
  - "Greatest Love of All"
- 1987.	
  - "I Wanna Dance with Somebody"
  - "Didn't We Almost Have it All"
  - "So Emotional"
- 1988.
  - "Where Do Broken Hearts Go"
- 1990.
  - "I'm Your Baby Tonight"
  - "All the Man That I Need"
- 1992.
  - "I Will Always Love You"
- 1994.
  - "Exhale (Shoop Shoop)"

## Vanjske poveznice
- Službena stranica
- Whitney Houston u internetskoj bazi filmova IMDb-u (engl.)
- Whitney Houston  Arhivirana inačica izvorne stranice od 25. kolovoza 2009. (Wayback Machine) na RollingStone.com
- Whitney-Fan.com  Arhivirana inačica izvorne stranice od 22. kolovoza 2009. (Wayback Machine)